# Dorfkirche Thiemendorf

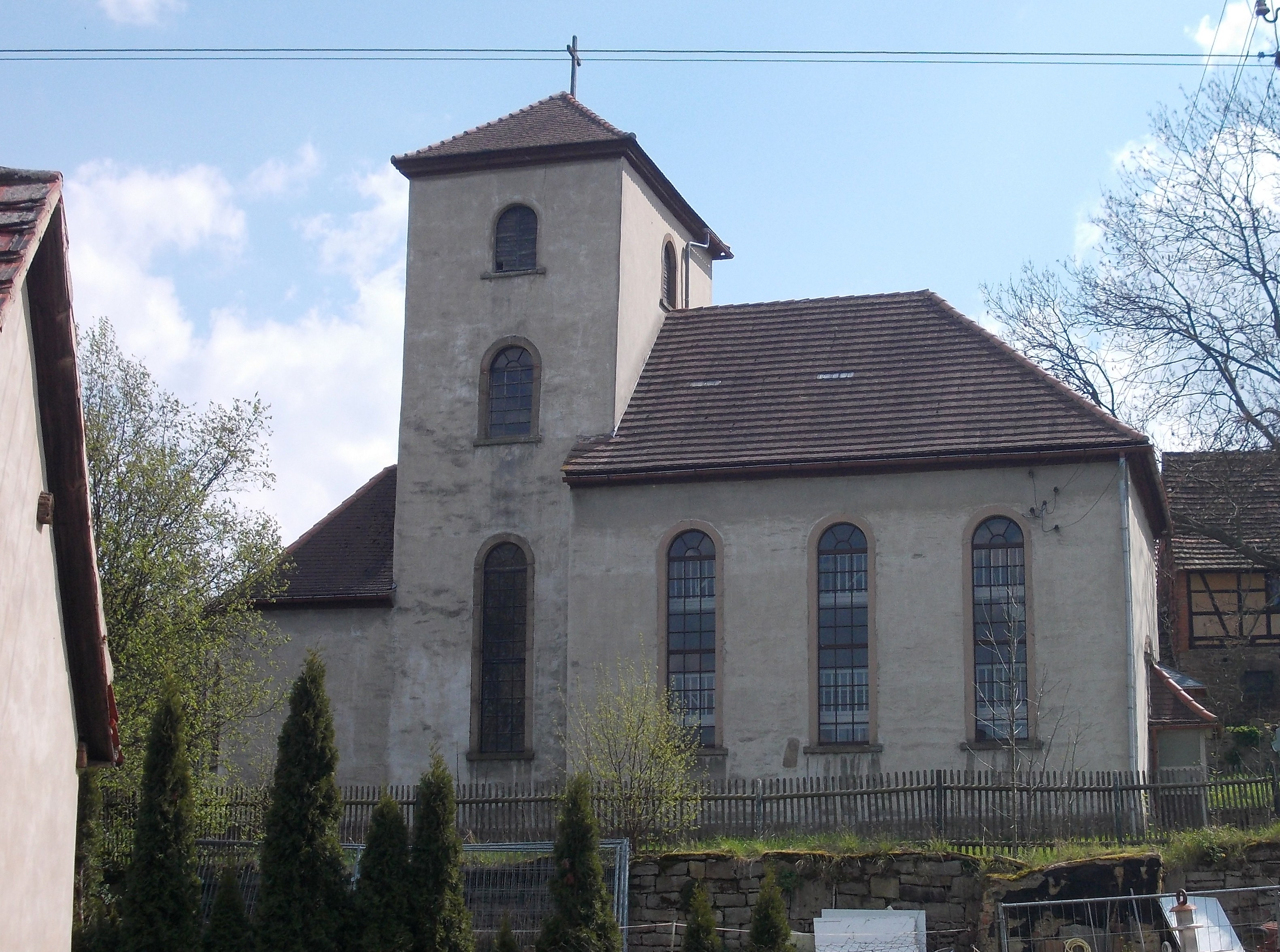
Dorfkirche Thiemendorf

Die Dorfkirche Thiemendorf steht im Ortsteil Thiemendorf der Gemeinde Heideland im Saale-Holzland-Kreis in Thüringen. Sie gehört zum Pfarrbereich Eisenberg-Crossen im Kirchenkreis Eisenberg der Evangelischen Kirche in Mitteldeutschland.

## Lage
Die Dorfkirche und der Friedhof befinden sich nahe der Seitenschlucht, wo sich einst die Burg befand.

## Geschichte
Über die Entstehung der Thiemendorfer Kirche wurde nichts überliefert. Spuren in Steinen und auf eingemauerten Tafeln verweisen auf das 13. Jahrhundert. Es soll auch hier eine Kapelle gestanden haben. Unlesbare Inschriften in Mauergestein weisen auf frühere Zeiten hin. Vielleicht dienten die Kapelle und der Friedhof der Burg Thimo.
Altar und Kanzel wurden 1817 zum dreihundertjährigen Reformationsfest der Gemeinde Ahlendorf überarbeitet. Ahlendorf und Thiemendorf gehörten einst kirchlich zu Walpernhain. Die Filialkirche und der Friedhof in Thiemendorf lagen näher und wurden dann von den Ahlendorfern bevorzugt. 1852 wurde die Kirche umfassend erneuert. Die Mauern wurden abgetragen und neu gesetzt. Auch der Altar, die Emporen und das Gestühl erhielten ein neues Aussehen.

## Die Orgel
Die Firma Böhme aus Zeitz erbaute 1801 die Orgel und baute sie auch ein. 1980 wurde sie durch eine neue Orgel von der Firma Rudolf Böhm aus Gotha ersetzt, die über sieben Register, ein Manual und Pedal verfügt.

## Ehrenmal und Taufengel
Das Ehrenmal der Gefallenen und der wertvolle Taufengel wurden von dem gebürtigen Thiemendorfer Künstler Selmar Werner geschaffen oder neu gestaltet.